# Eurypygiformes
Eurypygiformes Furbringer, 1888 é uma ordem de aves que compreende duas famílias que tradicionalmente pertenciam à ordem dos Gruiformes; porém estudos moleculares de sequenciamento de DNA, por Hackett et al. (2008), demonstraram que a ordem Gruiformes tradicional não era monofilética e que os gêneros monoespecíficos (com apenas uma espécie) Eurypyga e Rhynochetos eram grupos-irmãos de uma linhagem antiga e não-aparentada com os demais Gruiformes, estando próximas dos Caprimulgiformes.

## Famílias
- Eurypygidae Selby, 1840[1][5] - Eurypyga helias (pavãozinho-do-pará).
- Rhynochetidae Carus, 1868[5] - Rhynochetos jubatus (cagu).